# Wereldbeker rodelen 2014/2015
De wereldbeker rodelen (op kunstijsbanen) in het seizoen 2014/2015 (officieel: Viessmann Luge World Cup 2014/2015) ving aan op 29 november en eindigde op 1 maart. De competitie werd georganiseerd door de FIL.
De competitie omvatte dit seizoen negen wedstrijden met de drie traditionele onderdelen bij het rodelen. Bij de mannen individueel en dubbel en bij de vrouwen individueel. Bij zes wedstrijden werd er een landenwedstrijd georganiseerd waarover eveneens een WB-klassement werd opgemaakt. 
De titels gingen naar de Duitser Felix Loch (individueel), het Duitse duo Toni Eggert en Sascha Benecken (dubbel) bij de mannen, de Duitse Natalie Geisenberger (individueel) bij de vrouwen en Duitsland in het landenklassement.

## Wereldbekerpunten
In elke wereldbekerwedstrijd zijn afhankelijk van de behaalde plaats een vast aantal punten te verdienen. De rodelaar met de meeste punten aan het eind van het seizoen wint de wereldbeker. De top 24 bij de solisten en de top 20 bij de dubbel na de eerste run gaan verder naar de tweede run, de overige deelnemers krijgen hun punten toegekend op basis van hun klassering na de eerste run. De onderstaande tabel geeft de punten per plaats weer.
| Plaats | 1   | 2  | 3  | 4  | 5  | 6  | 7  | 8  | 9  | 10 | 11 | 12 | 13 | 14 | 15 | 16 | 17 | 18 | 19 | 20 | 21 | 22 | 23 | 24 | 25 | 26 | 27 | 28 | 29 | 30 | 31 | 32 | 33 | 34 | 35 | 36 | 37 | 38 | 39 | 40+ |
| Punten | 100 | 85 | 70 | 60 | 55 | 50 | 46 | 42 | 39 | 36 | 34 | 32 | 30 | 28 | 26 | 25 | 24 | 23 | 22 | 21 | 20 | 19 | 18 | 17 | 16 | 15 | 14 | 13 | 12 | 11 | 10 | 9  | 8  | 7  | 6  | 5  | 4  | 3  | 2  | 1   |

## Mannen individueel

### Uitslagen
| Datum                                                                                                   | Plaats           | Eerste              | Tweede               | Derde               |
| --- | ---------------- | ------------------- | -------------------- | ------------------- |
| 30/11/2014                                                                                              | Igls             | Felix Loch          | Dominik Fischnaller  | Andi Langenhan      |
| 06/12/2014                                                                                              | Lake Placid      | Tucker West         | Wolfgang Kindl       | Dominik Fischnaller |
| 13/12/2014                                                                                              | Calgary          | Samuel Edney        | Felix Loch           | Chris Mazdzer       |
| 04/01/2015                                                                                              | Königssee        | Felix Loch          | Andi Langenhan       | Chris Mazdzer       |
| 11/01/2015                                                                                              | Oberhof          | Felix Loch          | Andi Langenhan       | Chris Mazdzer       |
| 25/01/2015                                                                                              | Winterberg       | Felix Loch          | Stepan Fjodorov      | Tucker West         |
| 01/02/2015                                                                                              | Lillehammer      | Wolfgang Kindl      | Semjon Pavlitsjenko  | Dominik Fischnaller |
| 14 en 15 februari 2015: Wereldkampioenschappen rodelen 2015 in Sigulda (telt niet mee voor wereldbeker) |                  |                     |                      |                     |
| 22/02/2015                                                                                              | Altenberg        | Felix Loch          | Johannes Ludwig      | Andi Langenhan      |
| 01/03/2015                                                                                              | Krasnaja Poljana | Semjon Pavlitsjenko | Aleksandr Peretjagin | Felix Loch          |

### Eindstand
| #  | Atleet               | Land | Punten |
| -- | -------------------- | ---- | ------ |
| 1  | Felix Loch           | GER  | 975    |
| 2  | Andi Langenhan       | GER  | 645    |
| 3  | Wolfgang Kindl       | AUT  | 605    |
| 4  | Dominik Fischnaller  | ITA  | 556    |
| 5  | Chris Mazdzer        | USA  | 547    |
| 6  | Tucker West          | USA  | 445    |
| 7  | Samuel Edney         | CAN  | 431    |
| 8  | Aleksandr Peretjagin | RUS  | 423    |
| 8  | Stepan Fjodorov      | RUS  | 423    |
| 10 | Reinhard Egger       | AUT  | 396    |

## Mannen dubbel

### Uitslagen
| Datum                                                                                                   | Plaats           | Eerste                                | Tweede                                         | Derde                                        |
| --- | ---------------- | ------------------------------------- | ---------------------------------------------- | -------------------------------------------- |
| 29/11/2014                                                                                              | Igls             | Duitsland Toni Eggert Sascha Benecken | Rusland Vladislav Joezjakov Vladimir Prochorov | Oostenrijk Peter Penz Georg Fischler         |
| 05/12/2014                                                                                              | Lake Placid      | Duitsland Toni Eggert Sascha Benecken | Duitsland Tobias Wendl Tobias Arlt             | Oostenrijk Peter Penz Georg Fischler         |
| 12/12/2014                                                                                              | Calgary          | Duitsland Toni Eggert Sascha Benecken | Duitsland Tobias Wendl Tobias Arlt             | Canada Tristan Walker Justin Snith           |
| 03/01/2015                                                                                              | Königssee        | Duitsland Tobias Wendl Tobias Arlt    | Duitsland Toni Eggert Sascha Benecken          | Oostenrijk Peter Penz Georg Fischler         |
| 17/01/2015                                                                                              | Oberhof          | Duitsland Tobias Wendl Tobias Arlt    | Duitsland Toni Eggert Sascha Benecken          | Rusland Aleksandr Denisjev Vladislav Antonov |
| 24/01/2015                                                                                              | Winterberg       | Duitsland Toni Eggert Sascha Benecken | Duitsland Tobias Wendl Tobias Arlt             | Letland Andris Šics Juris Šics               |
| 31/01/2015                                                                                              | Lillehammer      | Duitsland Tobias Wendl Tobias Arlt    | Duitsland Toni Eggert Sascha Benecken          | Rusland Aleksandr Denisjev Vladislav Antonov |
| 14 en 15 februari 2015: Wereldkampioenschappen rodelen 2015 in Sigulda (telt niet mee voor wereldbeker) |                  |                                       |                                                |                                              |
| 21/02/2015                                                                                              | Altenberg        | Duitsland Tobias Wendl Tobias Arlt    | Duitsland Toni Eggert Sascha Benecken          | Letland Andris Šics Juris Šics               |
| 28/02/2015                                                                                              | Krasnaja Poljana | Duitsland Tobias Wendl Tobias Arlt    | Oostenrijk Peter Penz Georg Fischler           | Letland Andris Šics Juris Šics               |

### Eindstand
| #  | Atleet                                 | Land | Punten |
| -- | -------------------------------------- | ---- | ------ |
| 1  | Toni Eggert Sascha Benecken            | GER  | 1071   |
| 2  | Tobias Wendl Tobias Arlt               | GER  | 1055   |
| 3  | Andris Šics Juris Šics                 | LAT  | 749    |
| 4  | Peter Penz Georg Fischler              | AUT  | 672    |
| 5  | Christian Oberstolz Patrick Gruber     | ITA  | 607    |
| 6  | Vladislav Joezjakov Vladimir Prochorov | RUS  | 489    |
| 7  | Matthew Mortensen Jayson Terdiman      | USA  | 480    |
| 8  | Ludwig Rieder Patrick Rastner          | ITA  | 430    |
| 9  | Tristan Walker Justin Snith            | CAN  | 402    |
| 10 | Florian Gruber Simon Kainzwalder       | ITA  | 392    |

## Vrouwen individueel

### Uitslagen
| Datum                                                                                                   | Plaats           | Eerste               | Tweede               | Derde            |
| --- | ---------------- | -------------------- | -------------------- | ---------------- |
| 29/11/2014                                                                                              | Igls             | Natalie Geisenberger | Dajana Eitberger     | Tatjana Hüfner   |
| 05/12/2014                                                                                              | Lake Placid      | Natalie Geisenberger | Erin Hamlin          | Tatjana Hüfner   |
| 12/12/2014                                                                                              | Calgary          | Natalie Geisenberger | Alex Gough           | Arianne Jones    |
| 03/01/2015                                                                                              | Königssee        | Natalie Geisenberger | Alex Gough           | Dajana Eitberger |
| 17/01/2015                                                                                              | Oberhof          | Natalie Geisenberger | Tatjana Hüfner       | Dajana Eitberger |
| 24/01/2015                                                                                              | Winterberg       | Natalie Geisenberger | Dajana Eitberger     | Anke Wischnewski |
| 31/01/2015                                                                                              | Lillehammer      | Tatjana Ivanova      | Alex Gough           | Dajana Eitberger |
| 14 en 15 februari 2015: Wereldkampioenschappen rodelen 2015 in Sigulda (telt niet mee voor wereldbeker) |                  |                      |                      |                  |
| 21/02/2015                                                                                              | Altenberg        | Natalie Geisenberger | Tatjana Hüfner       | Dajana Eitberger |
| 28/02/2015                                                                                              | Krasnaja Poljana | Dajana Eitberger     | Natalie Geisenberger | Tatjana Ivanova  |

### Eindstand
| #  | Atleet               | Land | Punten |
| -- | -------------------- | ---- | ------ |
| 1  | Natalie Geisenberger | GER  | 1080   |
| 2  | Dajana Eitberger     | GER  | 851    |
| 3  | Tatjana Hüfner       | GER  | 727    |
| 4  | Anke Wischnewski     | GER  | 686    |
| 5  | Erin Hamlin          | USA  | 624    |
| 6  | Martina Kocher       | SUI  | 472    |
| 7  | Alex Gough           | CAN  | 470    |
| 8  | Kimberley McRae      | CAN  | 457    |
| 9  | Emily Sweeney        | USA  | 371    |
| 10 | Arianne Jones        | CAN  | 349    |

## Landenwedstrijd
De landenwedstrijden (officieel: Viessmann Team Relay World Cup presented by BMW) vinden plaats in de vorm van een soort estafette, waarbij de volgende rodelslee van het team pas van start mag gaan als de voorgaande rodelslee is gefinisht, de startvolgorde kan per wedstrijd verschillen.

### Uitslagen
| Datum                                                                                                   | Plaats           | Eerste                                                                | Tweede                                                                           | Derde                                                                             |
| --- | ---------------- | --------------------------------------------------------------------- | -------------------------------------------------------------------------------- | --------------------------------------------------------------------------------- |
| 06/12/2014                                                                                              | Lake Placid      | Duitsland Natalie Geisenberger Felix Loch Toni Eggert Sascha Benecken | Italië Sandra Robatscher Dominik Fischnaller Christian Oberstolz Patrick Gruber  | Verenigde Staten Erin Hamlin Tucker West Matthew Mortensen Jayson Terdiman        |
| 04/01/2015                                                                                              | Königssee        | Duitsland Natalie Geisenberger Felix Loch Tobias Wendl Tobias Arlt    | Verenigde Staten Emily Sweeney Chris Mazdzer Matthew Mortensen Jayson Terdiman   | Canada Alex Gough Samuel Edney Tristan Walker Justin Snith                        |
| 18/01/2015                                                                                              | Oberhof          | Duitsland Natalie Geisenberger Felix Loch Tobias Wendl Tobias Arlt    | Verenigde Staten Erin Hamlin Chris Mazdzer Matthew Mortensen Jayson Terdiman     | Rusland Tatjana Ivanova Semjon Pavlitsjenko Aleksandr Denisjev Vladislav Antonov  |
| 25/01/2015                                                                                              | Winterberg       | Duitsland Natalie Geisenberger Felix Loch Toni Eggert Sascha Benecken | Oostenrijk Birgit Platzer Reinhard Egger Peter Penz Georg Fischler               | Rusland Jekaterina Batoerina Stepan Fjodorov Aleksandr Denisjev Vladislav Antonov |
| 01/02/2015                                                                                              | Lillehammer      | Duitsland Dajana Eitberger Felix Loch Tobias Wendl Tobias Arlt        | Rusland Tatjana Ivanova Semjon Pavlitsjenko Aleksandr Denisjev Vladislav Antonov | Oostenrijk Birgit Platzer Wolfgang Kindl Peter Penz Georg Fischler                |
| 14 en 15 februari 2015: Wereldkampioenschappen rodelen 2015 in Sigulda (telt niet mee voor wereldbeker) |                  |                                                                       |                                                                                  |                                                                                   |
| 01/03/2015                                                                                              | Krasnaja Poljana | Duitsland Dajana Eitberger Felix Loch Tobias Wendl Tobias Arlt        | Rusland Tatjana Ivanova Semjon Pavlitsjenko Aleksandr Denisjev Vladislav Antonov | Letland Elīza Tīruma Inārs Kivlenieks Andris Šics Juris Šics                      |

### Eindstand
| #  | Land             | Punten |
| -- | ---------------- | ------ |
| 1  | Duitsland        | 600    |
| 2  | Rusland          | 420    |
| 3  | Verenigde Staten | 405    |
| 4  | Oostenrijk       | 310    |
| 5  | Letland          | 295    |
| 6  | Canada           | 250    |
| 7  | Italië           | 190    |
| 8  | Polen            | 173    |
| 9  | Roemenië         | 169    |
| 10 | Oekraïne         | 138    |